# 厳島神社 (松山市)
厳島神社（いつくしまじんじゃ）とは愛媛県松山市神田町にある神社である。神紋は、三盛亀甲花菱。
三津浜地区にあることから三津厳島神社と呼ばれる。旧社格は郷社。社伝では、崇峻天皇の時代に筑紫国宗像から宗像三女神を勧請し、その後の時代に広島の厳島神社から再勧請とある。

## 祭神

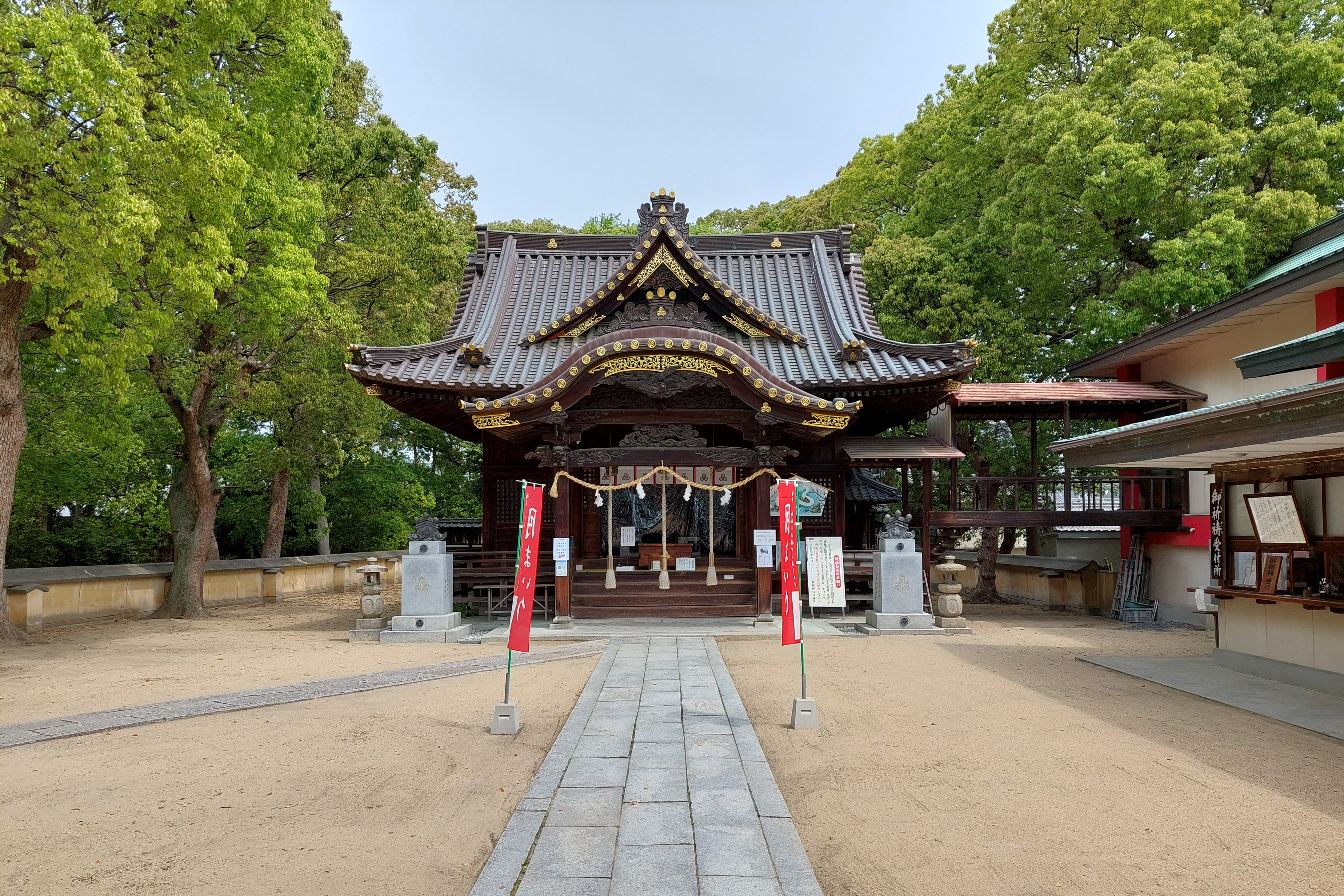
拝殿

宗像三女神（別名を道主貴之神（みちぬしのむちのかみ））として
- 市杵島姫命（いつきしまひめのみこと）
- 湍津姫命（たぎつひめのみこと）
- 田心姫命（たごりひめのみこと）

合祀
- 大国主命（おおくにぬしのみこと）
- 小彦名命（すくなひこなのみこと）
- 塩土神（しおづちのかみ）
- 崇徳天皇（すとくてんのう）
- 事代主命（ことしろぬしのみこと）
- 蛭子命（ひるこのみこと）
- 保食神（うけもちのかみ）

## 由緒
- 崇峻天皇の時代、筑紫国の宗像大社の神を勧請
- 文武天皇の時代、東山の地（現在の古三津地区新屋敷方面）に神殿を新築
- 神亀元年（724年）、安芸国の厳島神社の神を勧請
- 応仁元年（1467年）、河野通春が神殿を造営
- 慶長7年（1602年）、現在地へ奉遷
- 明治4年（1871年）、大国主命、小彦名命、塩土神、崇徳天皇、事代主命、蛭子命、保食神を合祀。
- 明治37年（1904年）、社殿を改築
- 明治40年（1907年）、郷社に列する

## 境内社

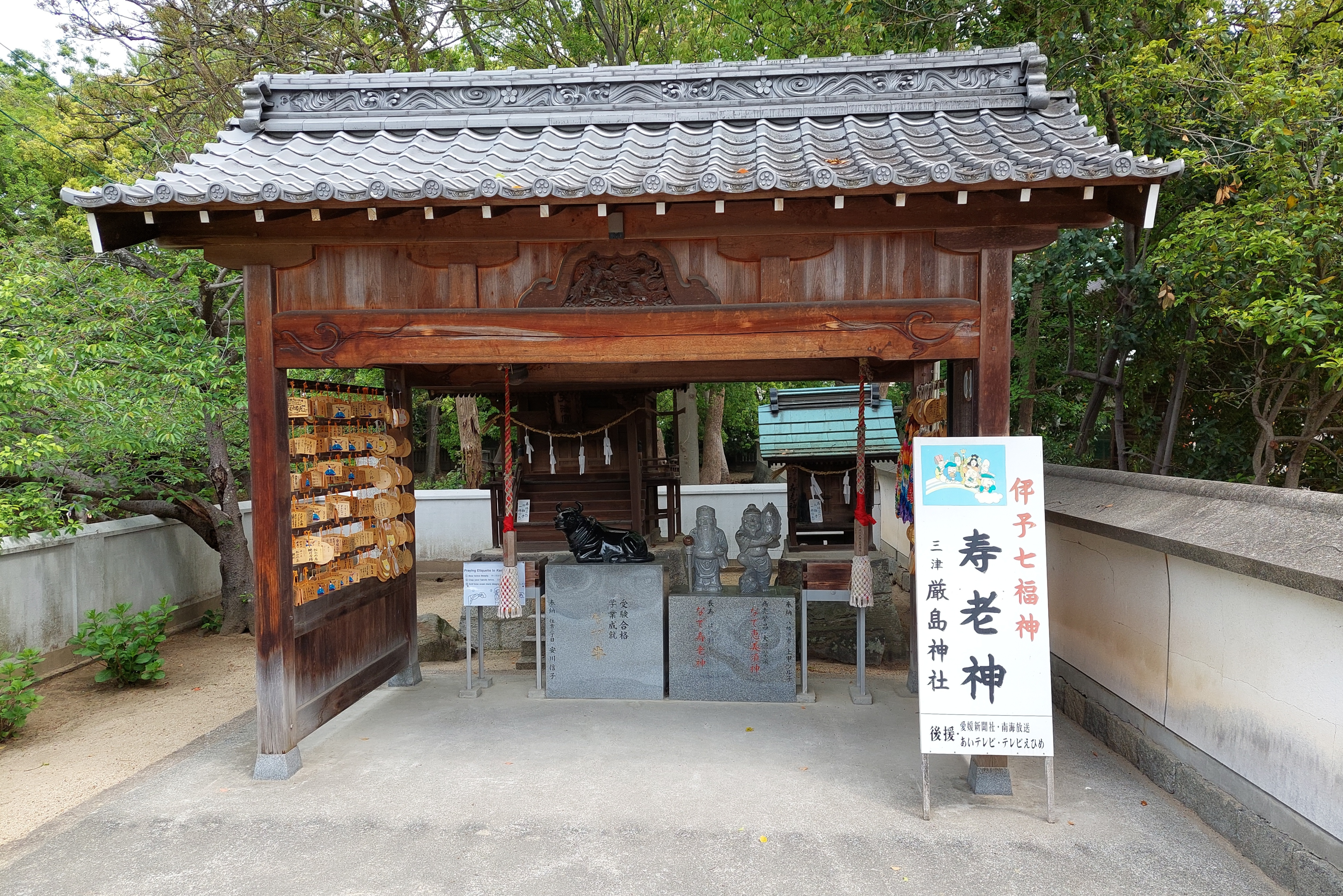
境内社

境内西側に2社が併設されており、祠の前になで牛、なで恵美須神、なで寿老神の石像が奉納されている。
天満宮
祭神は菅原道真。
恵美須宮
祭神は恵美須神と寿老神。寿老神が、伊予七福神まいりの一つとなっている。

## 年中行事
| 日付    | 祭祀     |
| ------- | -------- |
| 1月1日  | 歳旦祭   |
| 6月30日 | 夏越祭   |
| 7月17日 | 十七夜祭 |
| 10月5日 | 宵宮祭   |
| 10月6日 | 例大祭   |
| 10月7日 | 神幸祭   |

10月6日に例大祭が行われ、10月7日の神幸祭では、三津の南北と古三津の南北計4体によって喧嘩神輿（鉢合わせ）が行われる。厳島神社の鉢合せは、神輿の担き棒を正面からぶつけるものである。神幸祭での神輿の宮出しは松山地区の秋祭りでは一番早い午前1時から行われるため「暁（あかつき）の宮出し」と呼ばれている。神輿に御神体を移す御霊遷しの際には、神が床を踏まないようお守りするために、氏子達が横になり人の道を作る。また、宮出しの前には古三津地区の伝統芸能である虎舞（獅子舞の虎版で加藤嘉明の虎狩りに因む）が奉納される。
平成20年（2008年）、三津の南北の神輿2体が100年ぶりに新調された。

## その他

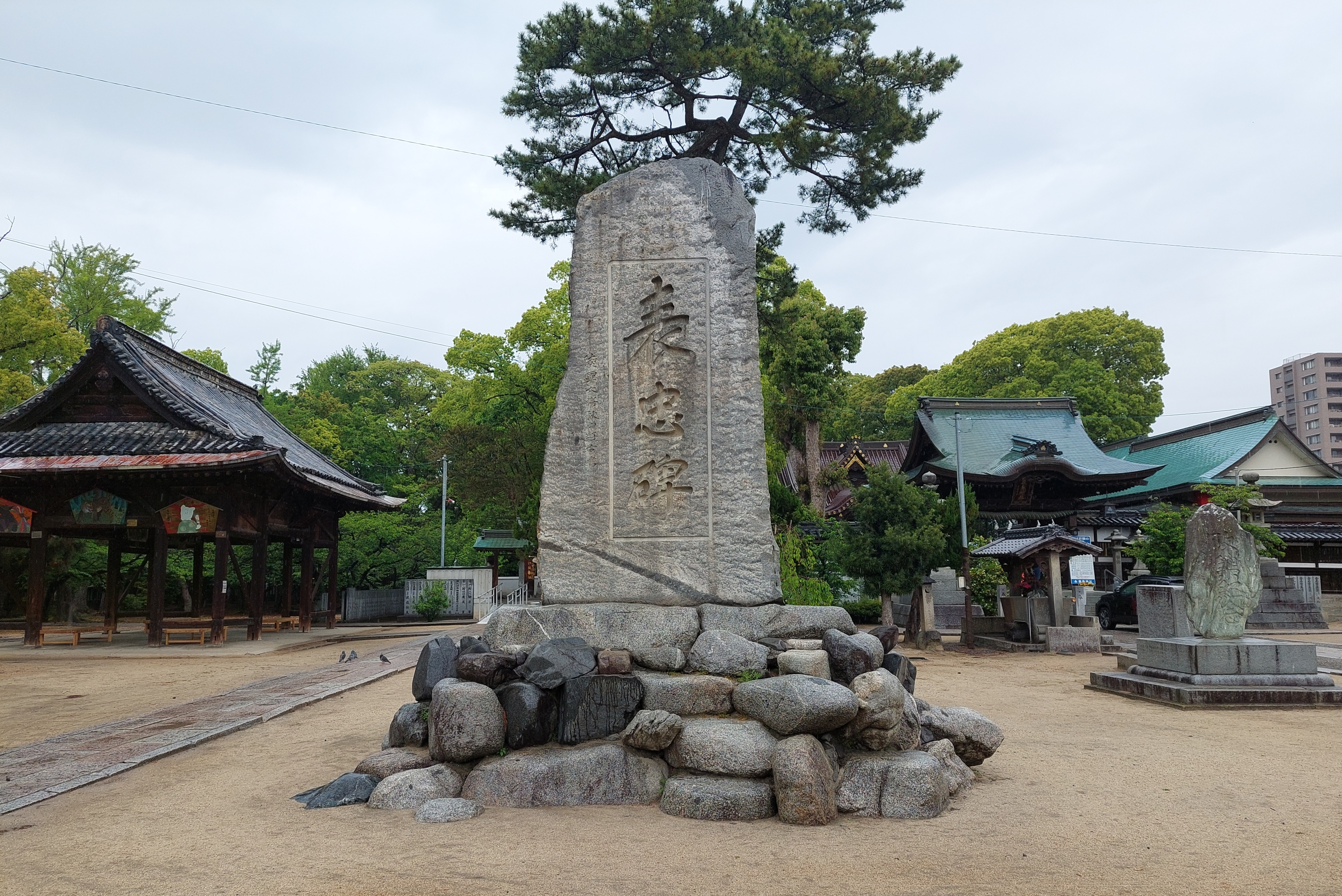
表忠碑（陸軍大将秋山好古書）

境内には松山出身の秋山好古揮毫の「日露戦役表忠碑」がある。

## アクセス
- 伊予鉄道高浜線三津駅下車、徒歩5分。

## 周辺施設
- JR予讃線三津浜駅
- 松山市立宮前小学校
- 松山市立三津浜小学校
- 松山市立三津浜中学校
- 松山西警察署
- 松山西郵便局
- 三津浜港（三津の渡し）
- 松山市中央卸売市場水産市場（三津の朝市）
- 三津浜銀天街